# Ett kostligt ting och gott det är
Ett kostligt ting och gott det är (tyska: Es ist fürwahr ein köstlich Ding) är en tysk psalm av Cornelius Becker som bygger på psaltaren 92. Psalmen översattes till svenska och fick titeln Ett kostligt ting och gott det är.

## Publicerad i
- Den svenska psalmboken 1694 som nummer 94 under rubriken "Konung Davids Psalmer".
- Den svenska psalmboken 1695 som nummer 81 under rubriken "Konung Davids Psalmer".[1]